# Dahe (köpinghuvudort)
Dahe (kinesiska: 大河) är en köpinghuvudort i Kina. Den ligger i provinsen Sichuan, i den sydvästra delen av landet, omkring 320 kilometer nordost om provinshuvudstaden Chengdu. Antalet invånare är 1 000.
Runt Dahe är det ganska tätbefolkat, med 172 invånare per kvadratkilometer. Närmaste större samhälle är Guanmen, 6,7 km nordväst om Dahe. I omgivningarna runt Dahe växer i huvudsak blandskog.
Genomsnittlig årsnederbörd är 1 375 millimeter. Den regnigaste månaden är juli, med i genomsnitt 309 mm nederbörd, och den torraste är december, med 3 mm nederbörd.